# Encephalartos kanga
Encephalartos kanga là một loài thực vật hạt trần trong họ Zamiaceae. Loài này được Pócs & Q.Luke mô tả khoa học đầu tiên năm 2007 publ. 2008.